# Maria Ewing
Pour les articles homonymes, voir Ewing.
Répertoire
Noces de Figaro
Salomé
Lady Macbeth de Mtsensk
Maria Ewing est une cantatrice américaine née le 27 mars 1950 à Détroit (Michigan) et morte le 9 janvier 2022 dans la même ville. Elle a commencé sa carrière en tant que mezzo-soprano avant d'aborder des rôles de soprano.

## Biographie

### Famille et études
Maria Louise Ewing naît à Detroit, Michigan. Elle est la benjamine des quatre filles de Norman Isaac Ewing et Hermina Maria Veraar, d'ascendance hollandaise. Son grand-père, John William Ewing, né en esclavage, fut une personnalité de la communauté noire de Washington.

### Débuts
Maria Ewing sort diplômée de la Finney High School de Détroit en 1968 puis étudie le chant à Cleveland auprès d’Eleanor Steber. Elle est repérée par le chef d'orchestre James Levine qui la programme en 1973 au festival de Ravinia, à Highland Park (Illinois). Elle se  produit à travers les États-Unis, notamment au festival de Santa Fe, puis fait ses débuts européens à l'Opéra de Cologne dans le rôle de Chérubin des Noces de Figaro de Mozart, sous la direction de John Pritchard, aux côtés de Margaret Price et Lucia Popp.

### Carrière internationale
Toujours dans ce rôle, elle tourne en 1976 à Vienne sous la réalisation de Jean-Pierre Ponnelle et la direction de Karl Böhm, chante au festival de Salzbourg et entameune longue collaboration avec le Metropolitan Opera, dont Levine vient de prendre la direction musicale. À la Scala de Milan, elle est Mélisande dans Pelléas et Mélisande de Claude Debussy.
L'année suivante, elle chante Blanche de la Force dans Dialogues des carmélites de Francis Poulenc, mis en scène par John Dexter, et Marie dans Wozzeck d'Alban Berg, toujours au Metropolitan Opera. Dans son répertoire, on trouve également , Dorabella dans Così fan tutte de Mozart.
Après avoir abordé le rôle de Carmen au Met en 1986, elle acquiert la même année une notoriété considérable dans son interprétation du rôle-titre dans Salomé de Richard Strauss, mis en scène par Peter Hall  à l'Opéra de Los Angeles : les indications scéniques d'Oscar Wilde pour la pièce originale précisent qu'à la fin d'une danse dont il ne donne pas le nom (sans doute la danse des sept voiles), Salomé se couche nue aux pieds d'Hérode. La plupart des chanteuses contournent la difficulté en portant un collant sous le septième voile ; Ewing se conforma, elle, aux indications de l'auteur.
Elle aborde dès lors d'autres rôles de soprano comme Tosca et Madama Butterfly de Giacomo Puccini en 1989 et 1991, le rôle-titre de Lady Macbeth de Mtsensk de Dmitri Chostakovitch en 1992 ou encore Didon dans Les Troyens d'Hector Berlioz en 1993.
Ayant rencontré des problèmes de santé lors d'Alceste de Gluck à l'Opéra Bastille en 1994, elle s'éloigne progressivement de la scène à la fin des années 1990. Elle meurt le 9 janvier 2022 à Détroit.

### Vie privée
Maria Ewing rencontre Peter Hall (1930-2017), fondateur de la Royal Shakespeare Company et directeur du Royal National Theatre, en 1978 sur la production de Così fan tutte qu'il met en scène au festival de Glyndebourne et dans laquelle elle chante Dorabella. Ils se marient en 1982 et ont une fille la même année, l'actrice Rebecca Hall. Le couple se sépare en 1990.

## Discographie et vidéographie
La discographie d'Ewing comprend des versions vidéos de Salomé et de Carmen et des versions audio de Lady Macbeth de Mtsensk et de Pelléas et Mélisande. Elle a aussi enregistré Ravel, Berlioz et Debussy et des programmes de chansons populaires américaines.
Parmi les captations vidéos, on peut citer Chérubin dans Les Noces de Figaro mis en scène par Jean-Pierre Ponnelle en 1976, Rosina dans Il barbiere di Siviglia de Rossini au Festival de Glyndebourne et La Périchole de Jacques Offenbach en 1982, ainsi que Didon dans Dido and Æneas de Henry Purcell, filmé à Londres au château de Hampton Court sous la direction de Richard Hickox en 1995. 